# 西貢三尖

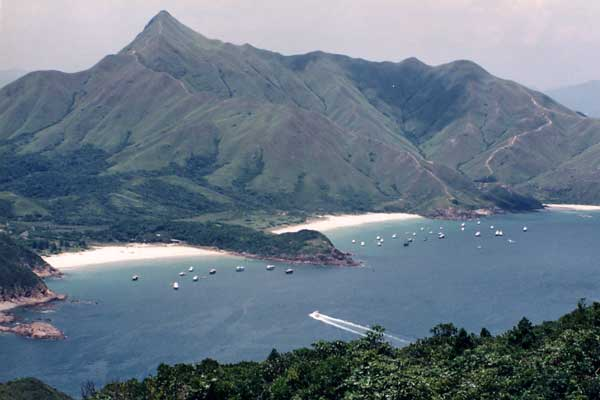
蚺蛇尖

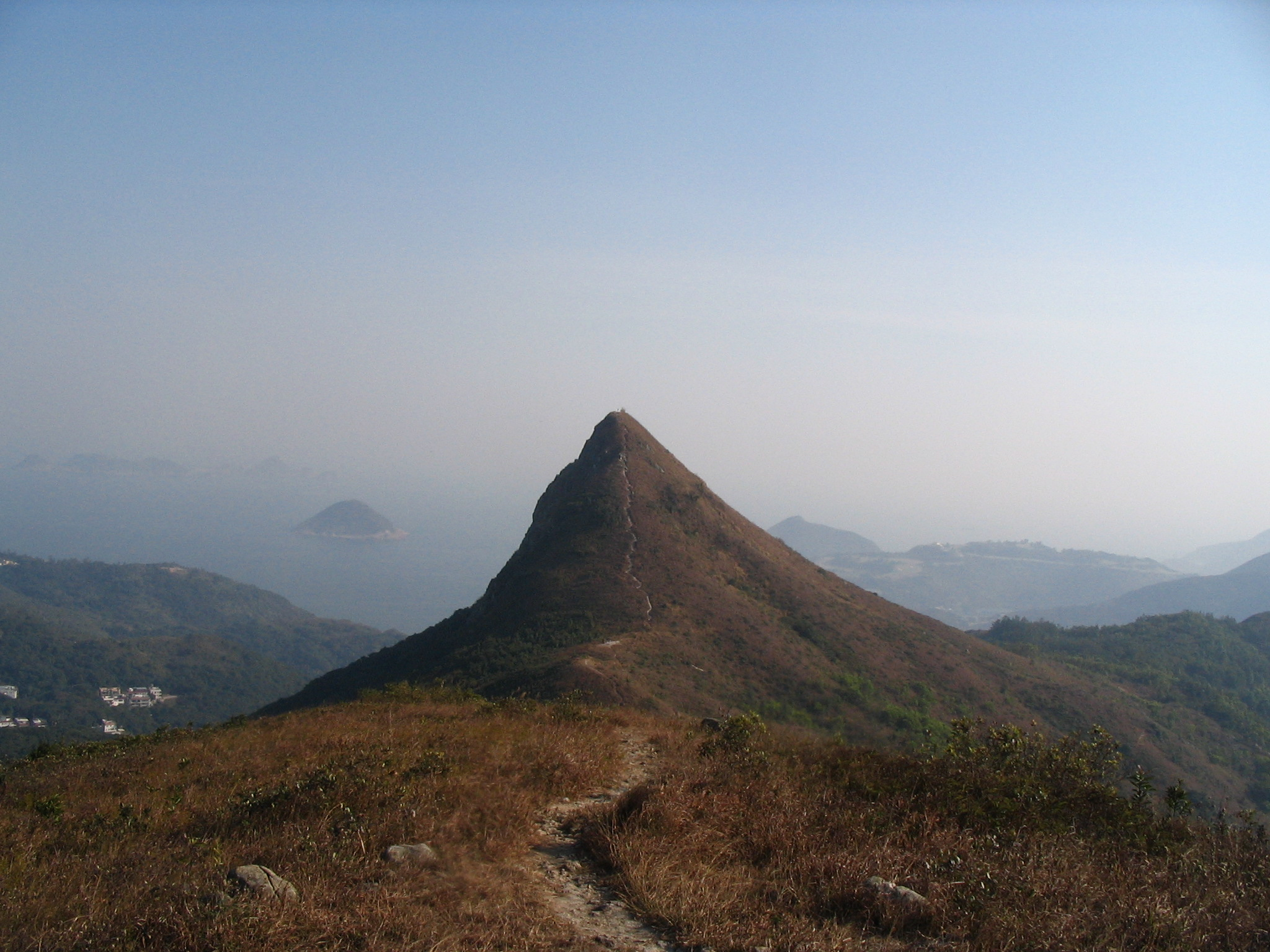
釣魚翁

西貢三尖是指位於香港新界西貢區西貢半島的蚺蛇尖、釣魚翁及睇魚岩頂三者的合稱。當中以蚺蛇尖最高最險要，故稱為三尖之首；其次是高344米的釣魚翁；最後是高233米的睇魚岩頂。

## 相關
- 蚺蛇尖
- 釣魚翁
- 睇魚岩頂